# Château de Chareil-Cintrat
Le château de Chareil-Cintrat est une ancienne maison forte de la fin du Moyen Âge, qui se dresse sur le territoire de la commune française de Chareil-Cintrat dans le département de l'Allier, en région Auvergne-Rhône-Alpes. L'édifice est classé au titre des monuments historiques.

## Localisation
Le château est situé au pied d'une colline qui était autrefois couverte de vignes, appelée « domaine de Chareil ». Il se situe en contrebas du bourg de Chareil, dans le vallon de la Bouble, près du confluent avec son affluent la Veauvre, dans le département français de l'Allier.

## Historique
À l'origine, la terre de Chareil était l'un des fiefs de la maison de Bourbon.
Par droit de succession, le château échut au début du XVIe siècle à Claude Morin, contrôleur ordinaire des guerres durant les campagnes d'Italie. Il fait construire un nouvel édifice contre l’enceinte du château médiéval et réaliser les décors peints à thèmes mythologiques ou astrologiques inspirés de l'antique et de la Renaissance italienne.
En 1589, durant les guerres de Religion, le château est assiégé.
À partir de 1752, la famille Langlois de Ramentière possède le château ; Louis Jean Pierre Langlois de Ramentière est le premier maire de Chareil. Après la mort de son fils Claude, en avril 1815, les héritiers vendent le château à la famille Thonier.
Pendant la Première Guerre mondiale, les aciéries Schneider font l’acquisition du monument mais ne l’occuperont jamais.
En 1954, le château est acquis par l'État qui réalise des travaux de restauration. Il est à présent géré par le centre des monuments nationaux.
Depuis 1995, le conservatoire des anciens cépages du pays de Saint-Pourçain se trouve au pied du château de Chareil-Cintrat. Sur plus d’un hectare, on trouve les cinq cépages autorisés par le cahier des charges de l’AOC ainsi qu’une dizaine de variétés pour l’instant abandonnées. Depuis 2006, les raisins issus de ces cépages anciens sont vinifiés : « la cuvée du conservatoire », un assemblage de cépages blancs.

## Description
Claude Morin,  contrôleur ordinaire des guerres, est reconnu comme ayant été le principal commanditaire des travaux d'embellissement du château.  Il s'enrichit lors des guerres d'Italie et découvrit de l'autre côté des Alpes l'art de la Renaissance italienne, dont il s'inspira quand il fit reconstruire et décorer le château. Il restructure l’édifice avec un escalier central à quatre volées droites voûtées en berceau continu et ajoute les décorations extérieures et intérieures d'inspiration italienne.
L'ensemble des décorations sculptées sont organisées selon un strict respect de l’étagement des ordres architecturaux conforme au Traité d'architecture de Sebastiano Serlio, grand théoricien de la Renaissance italienne au service de François Ier.
La superposition des trois ordres antiques est représentée par un type de chapiteau :
- au rez-de-chaussée, l’ordre dorique ;
- au premier étage, l’ordre ionique ;
- au second étage, l’ordre corinthien.

Le décor intérieur est caractéristique de la seconde Renaissance française et mêle influence classique, architecture romaine et maniérisme.
Les peintures murales présentent des thèmes issus de la mythologie antique et des décors de grotesques. Sur la voûte de la première volée de l’escalier sont représentées des divinités romaines sous forme d’oiseaux : la chouette pour Minerve, le paon pour Junon et l’aigle pour Jupiter. Une salle du premier étage présente un décor astrologique ; dans chaque médaillon, une planète est représentée par une divinité avec au centre Apollon, le soleil. Les roues des chars portant les divinités sont marquées des signes du zodiaque.
L’édifice présente également des cheminées richement décorées, et les percements intérieurs sont ornés d'encadrements appareillés.

Château de Chareil-Cintrat
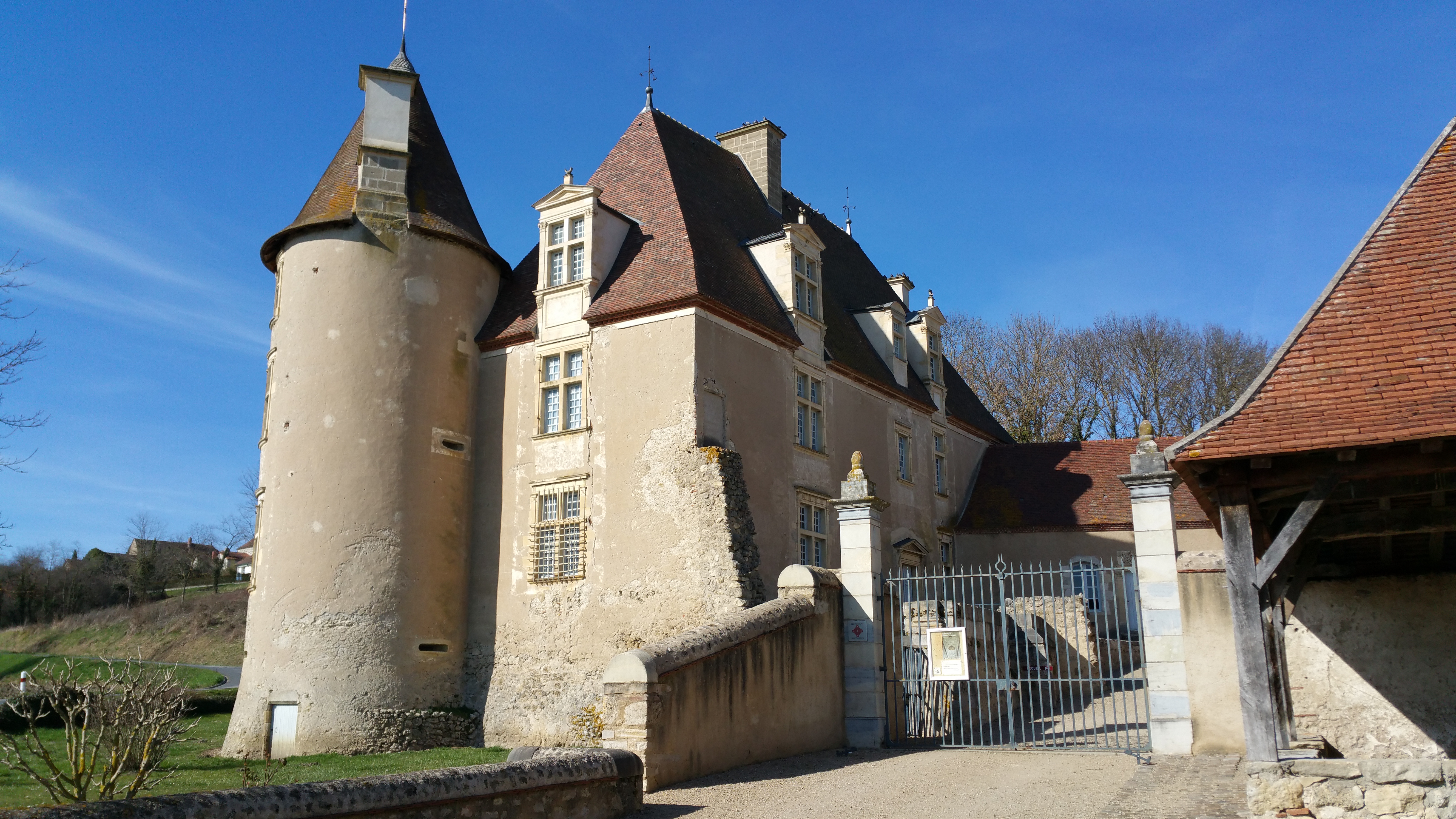
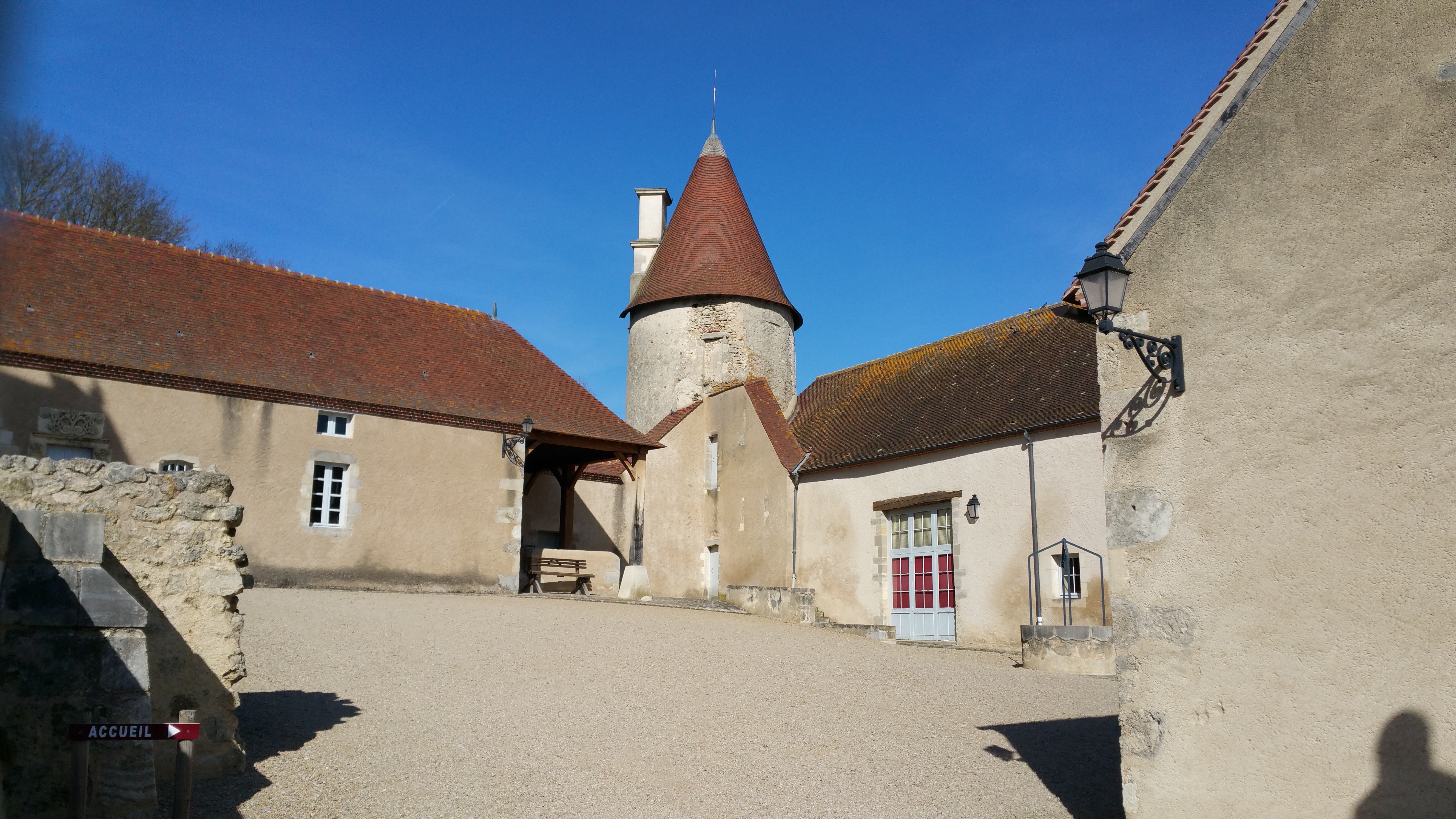
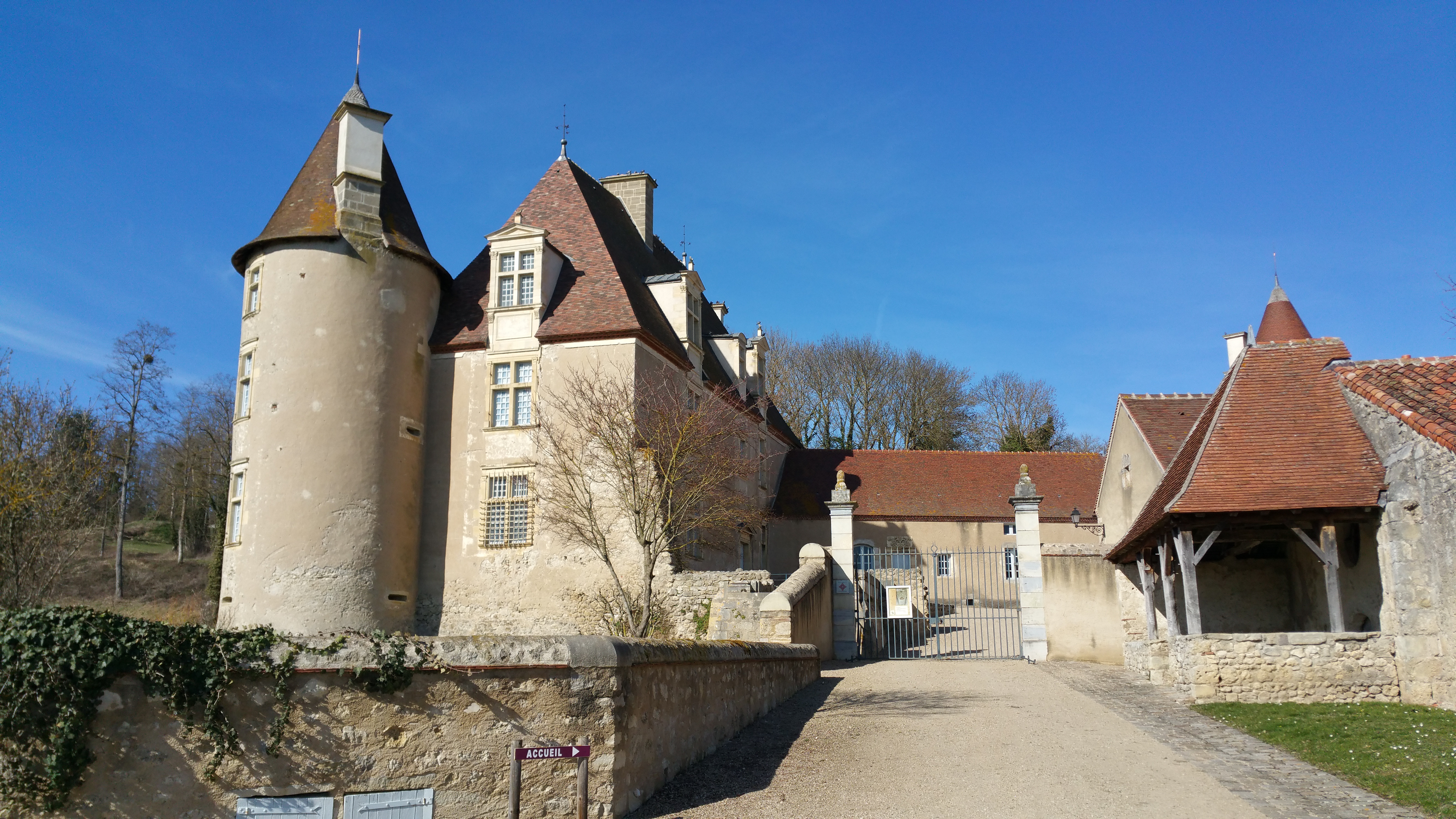
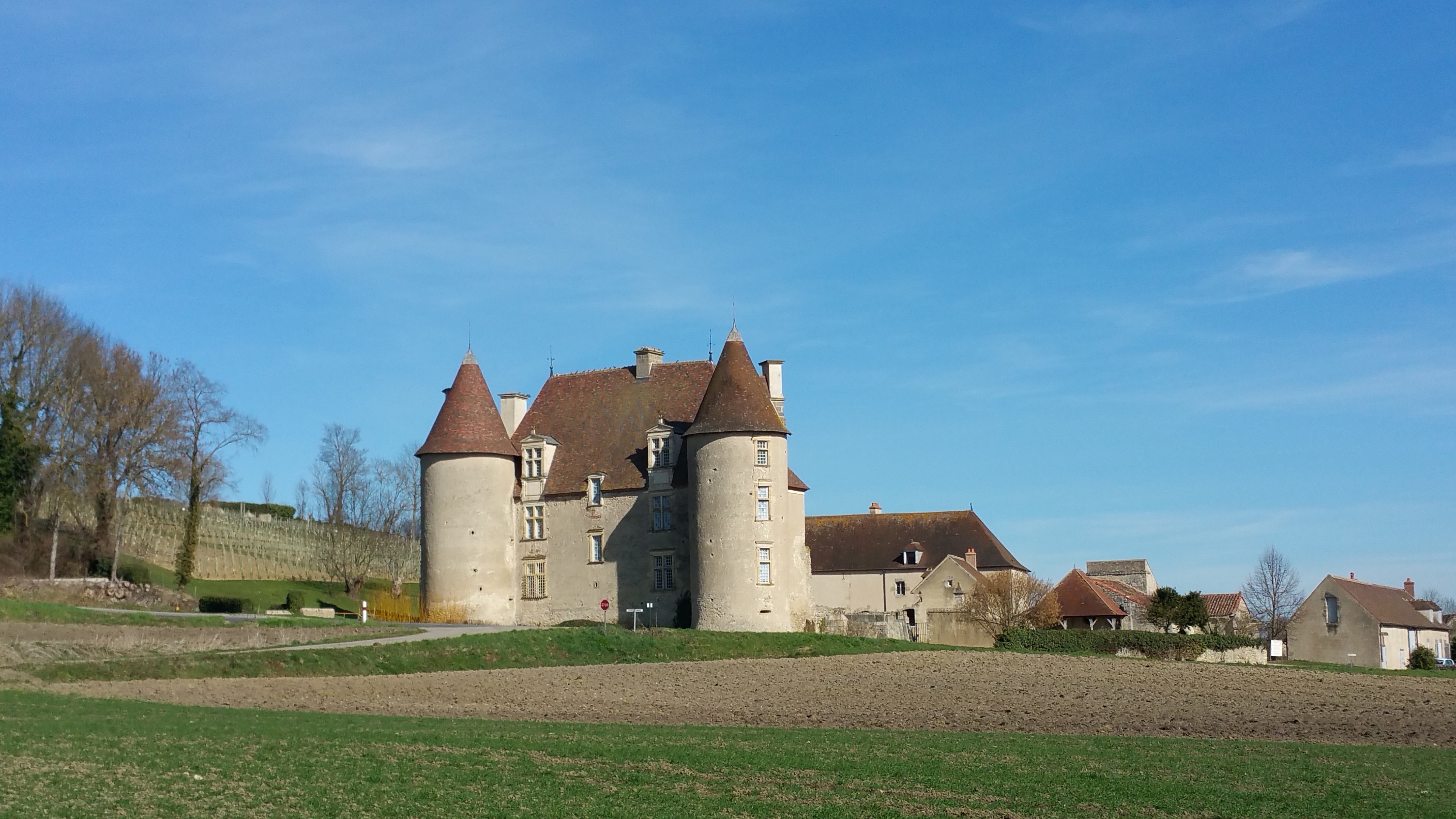
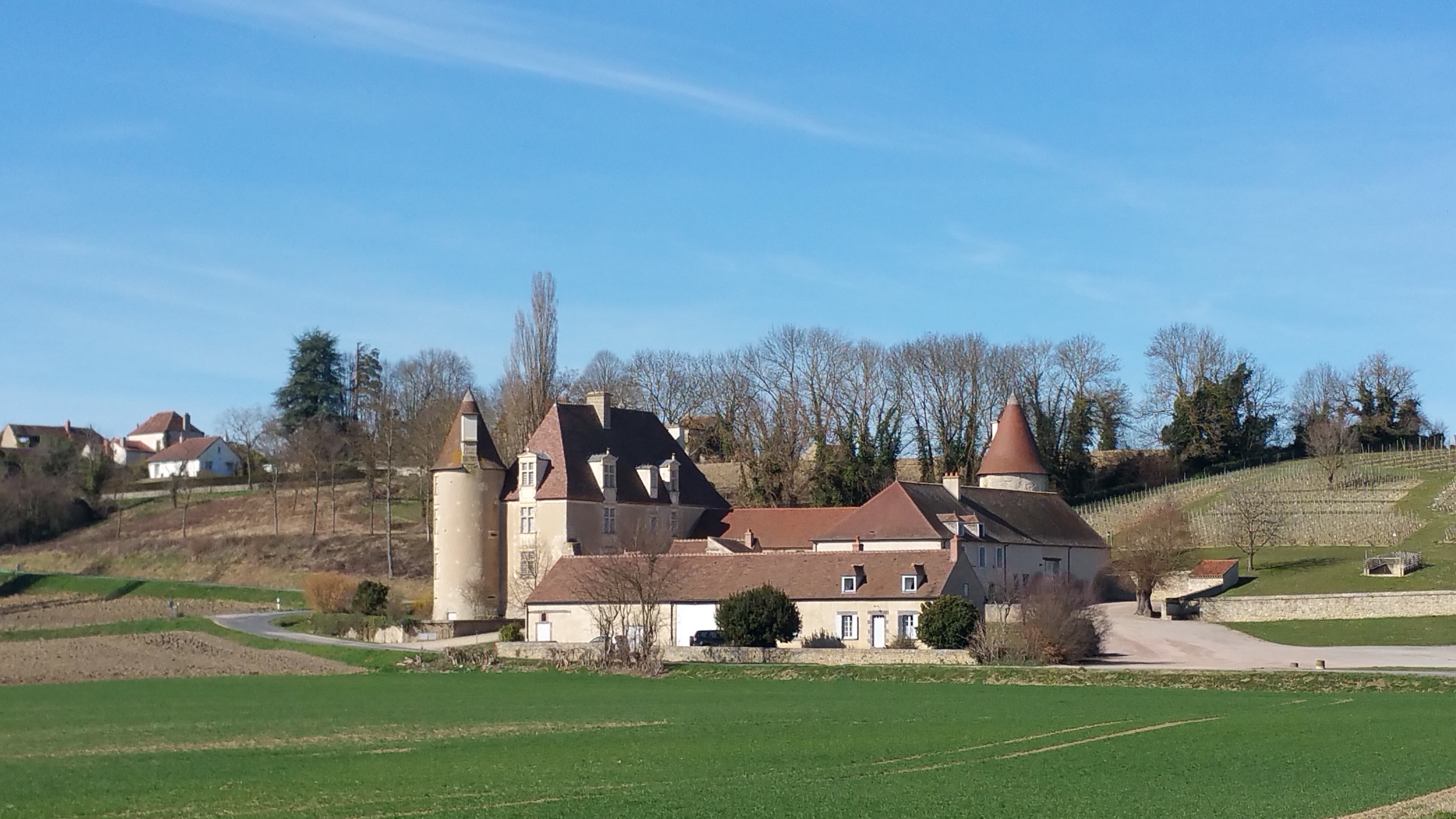
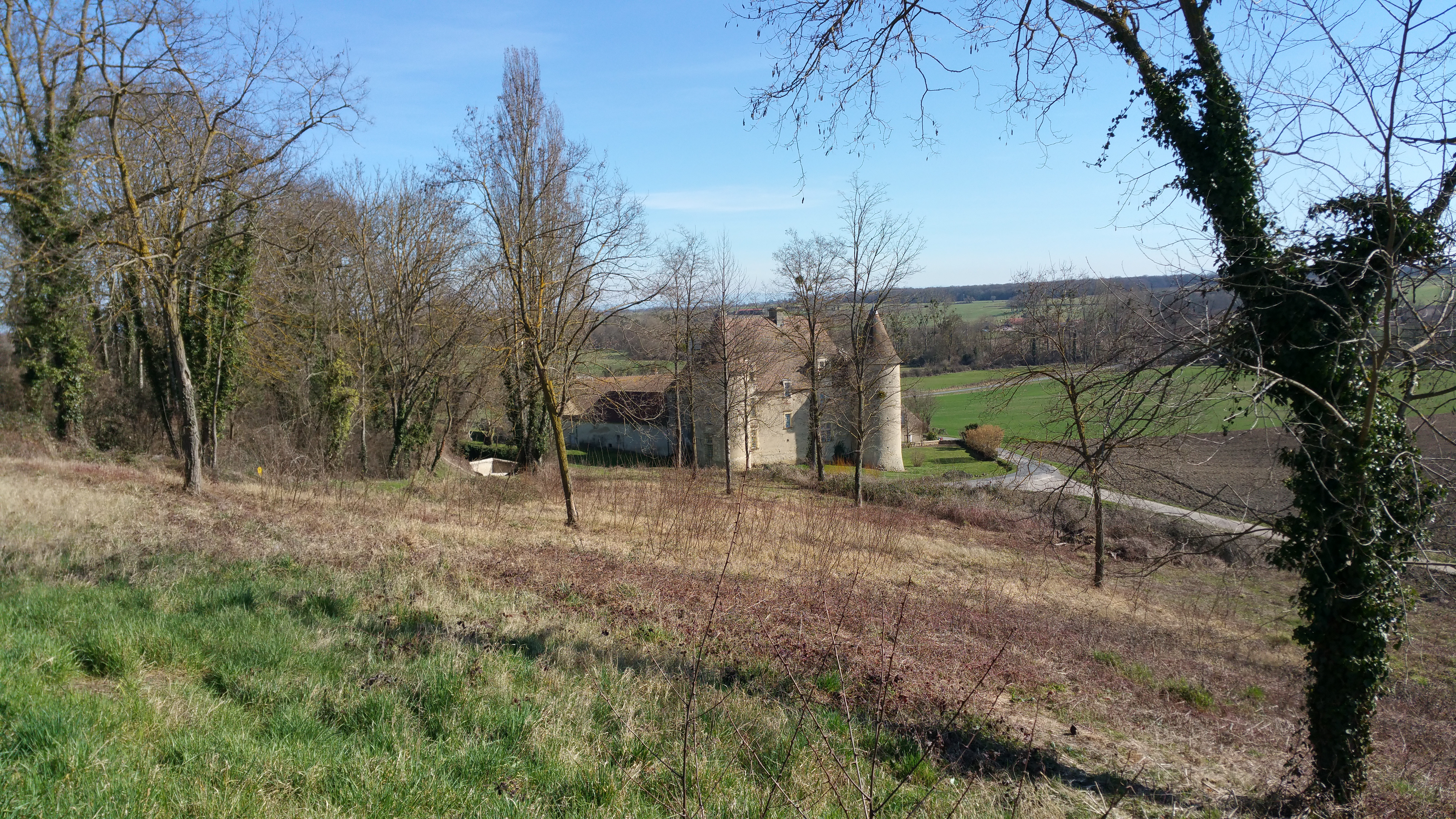
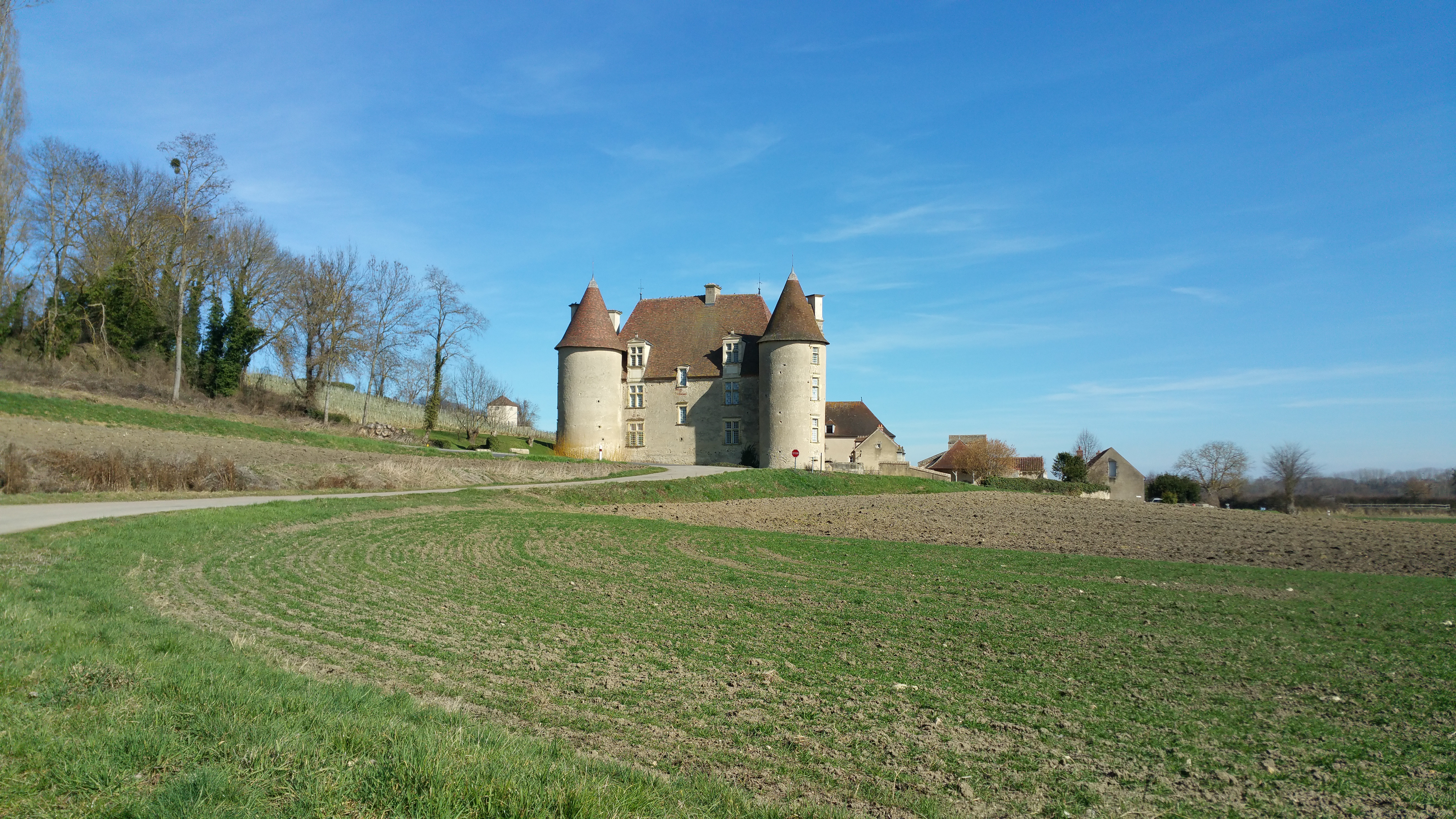

## Protection
Après une première inscription en 1930, le château (jardins et sols inclus) est classé au titre des monuments historiques depuis le 3 novembre 1958.